# Moosbeuren
Moosbeuren ist ein Ortsteil der Gemeinde Oberstadion im Alb-Donau-Kreis in Baden-Württemberg. Das Dorf liegt circa eineinhalb Kilometer östlich von Oberstadion und ist über die Landstraße 273 zu erreichen.

## Geschichte
Moosbeuren wird 1542 erstmals urkundlich genannt. Im Ort wurden alemannische Grabfunde gemacht.
Ein Teil des Orts gehörte zur Herrschaft Warthausen und kam mit dieser 1331 an Vorderösterreich. Danach wurde Moosbeuren den Herren von Stadion, von Schienen und Ende des 16. Jahrhunderts den Schenken von Stauffenberg verliehen. Bis 1700 wurde der ganze Ort an die von Stadion verkauft. Das 1758 erbaute Schloss wurde um 1850 abgebrochen.
1805 kam der ritterschaftliche Ort an Württemberg, wo er dem Oberamt Ehingen unterstand. 1811 wurde die Schultheißerei Moosbeuren gebildet.
Im Zuge der Gemeindegebietsreform in Baden-Württemberg wurde am 1. November 1972 Moosbeuren nach Oberstadion eingemeindet. Die Ortsteile Aigendorf, Hausen ob Rusenberg und Rusenberg wurden 1972 in die Gemeinde Attenweiler umgegliedert.

## Sehenswürdigkeiten
- Marienkapelle, im 18. Jahrhundert erneuert

## Söhne des Ortes
- Matthias Hofherr (1829–1909), Industrieller
- Bonifaz Natter (1866–1906), Benediktinermönch und Abt des wiedererrichteten Klosters Buckfast Abbey in Buckfastleigh